# Ludvig Irgens-Jensen
Ludvig Irgens-Jensen (* 13. April 1894 in Christiania; † 11. April 1969 auf Sizilien) war ein norwegischer Komponist.

## Leben
Irgens-Jensen entstammte der Familie der Irgens. Er studierte zunächst Philologie an der Universität Christiania und nahm daneben private Klavierstunden bei dem Pianisten Nils Larsen. Das Kompositionshandwerk brachte er sich autodidaktisch bei. Große Aufmerksamkeit zog er 1920 mit der Veröffentlichung seiner ersten Lieder auf sich, die im damaligen Musikleben Norwegens als unerhört modern empfunden wurden. 
1928 reichte Irgens-Jensen seine Passacaglia für Orchester beim Internationalen Schubert-Wettbewerb zum 100. Todestag Franz Schuberts ein. Sie unterlag schließlich Kurt Atterbergs Sinfonie Nr. 6 und erhielt nur den zweiten Preis der Abteilung für skandinavische Komponisten. Dennoch wurde das Werk in den folgenden Jahren weltweit aufgeführt und verhalf Irgens-Jensen damit auch zu internationaler Bekanntheit. 
Einen weiteren großen Erfolg errang der Komponist 1930 mit seinem chorsinfonischen Werk Heimferd, das anlässlich des 900. Todestages des heiligen Olav II. Haraldsson entstanden war und den ersten Preis in einem dafür veranstalteten Kompositionswettbewerb gewann. Heimferd wurde in Norwegen schnell populär und gilt seitdem als wichtiger Markstein in der Geschichte norwegischer Chormusik. 
Während des Zweiten Weltkrieges komponierte Irgens-Jensen zahlreiche Lieder auf Gedichte norwegischer Widerstandskämpfer, um damit gegen die deutsche Besetzung seines Heimatlandes zu protestieren. Die Stücke wurden illegal unter Pseudonym verbreitet und über Schweden nach Großbritannien geschmuggelt, wo sie vom dortigen Rundfunk gesendet wurden. In Norwegen wurden diese Widerstandslieder damals so bekannt, dass sie sogar mit unproblematischen Texten gedruckt werden konnten, da die Originaltexte allgemein geläufig waren. Irgens-Jensens kompositorisches Hauptwerk dieser Jahre ist seine einzige Symphonie, in der sich hörbar die Bedrängnis und der Wunsch nach Befreiung niederschlugen.
1945 erhielt Irgens-Jensen ein staatliches Stipendium, das ihm finanzielle Unabhängigkeit garantierte. 1969 starb er zwei Tage vor seinem 75. Geburtstag bei einem Aufenthalt auf Sizilien.

## Tonsprache
Ludvig Irgens-Jensen war ein hochgebildeter Mann, der viel reiste und mehrere Sprachen sprach. Entsprechend gut war er über die jeweils neuesten Entwicklungen der europäischen Musik im Bilde. Zu Beginn seiner Laufbahn wurde er stark vom französischen Impressionismus beeinflusst und näherte sich in seinen frühen Liedern der Atonalität. Bald jedoch fand er zu einem deutlich stärker tonal basierten Stil in der Tradition der deutschen Spätromantik, an dem vor allem die überwiegend polyphone Schreibweise und die Bevorzugung von modalen Wendungen in der Harmonik auffallen, was dafür sorgte, dass Irgens-Jensens Musik in seiner Heimat als „altnorwegisch“ rezipiert wurde. Elemente der eigentlichen Volksmusik Norwegens griff er allerdings nur selten auf. Charakteristisch für Irgens-Jensen sind außerdem weit gespannte, gesangliche Melodiebögen und eine klare, aufgelichtete, aber dennoch sehr wirkungsvolle Instrumentation. 
Irgens-Jensen gilt als einer der bedeutendsten norwegischen Komponisten der Zwischenkriegszeit und hat vor allem als Vermittler zentraleuropäischer Musikkultur stark auf die jüngere Generation eingewirkt. Da er sich aber den in der Nachkriegszeit aufkommenden Tendenzen der musikalischen Avantgarde widersetzte, galt sein Schaffen bald als nicht mehr zeitgemäß und trat allmählich in den Hintergrund. Ab den 1970er Jahren wurden die Werke des Komponisten dann wieder häufiger gespielt. In Skandinavien kommt regelmäßig vor allem sein Liederzyklus Japanischer Frühling zur Aufführung.

## Werke

### Orchestermusik
- Tema con variazioni (1925, revidiert 1934 und 1949)
- Passacaglia (1928, revidiert 1934 und 1952)
- Partita sinfonica (1937, revidiert 1939)
- Sinfonie d-Moll (1942)
- Canto d’omaggio (1950)
- Air (1959)

### Kammermusik
- Violinsonate B-Dur
- Klavierquintett

### Vokalmusik
- Heimferd, dramatische Sinfonie (Oratorium) für Soli, Chor und Orchester (1930)
- Japanischer Frühling, Liederzyklus für Singstimme und Klavier (1957)